# 2016年夏季奥林匹克运动会中国乒乓球队
参加2016年夏季奥林匹克运动会的中国乒乓球队一行共计16人，其中运动员6人，官员与工作人员10人；领队刘凤岩，副领队黄飚，主教练刘国梁。

## 人员构成
官员与工作人员（10人）：

领队：刘凤岩，副领队黄飚；
 
教练（6人）：刘国梁、李晓东、吴敬平、施之皓、李隼和孔令辉；
 
管理：张晓蓬，医生：尚学东。
运动员（6人）：
 
男运动员：马龙、张继科和许昕

女运动员：丁宁、李晓霞和刘诗雯

## 参赛项目
奥运比赛项目上，1988年汉城奥运会始设乒乓球比赛，从1988年到2004年五届奥运会均设立男子单打、男子双打、女子单打和女子双打4个小项，2008年北京夏季奥林匹克运动会乒乓球比赛开始调整为男子单打、男子团体、女子单打和女子团体4个小项。
中国乒乓球队一直保持为世界最强队位置， 本次比赛中国队共有3男3女共计6名运动员分别获得男子单打、女子单打和男子团体、女子团体的竞技，共计8个参赛席位。